# Memorial Cup 2010
Memorial Cup w 2010 roku odbył się w dniach 14-23 maja w Brandon. Była to 92. edycja turnieju o mistrzostwo Canadian Hockey League. 15 października 2008 roku Western Hockey League ogłosiła, iż gospodarzem turnieju została drużyna Brandon Wheat Kings, zaś mecze odbędą się na hali Westman Place, wtedy nazywaną Keystone Centre.
Turniej został zorganizowany w następującej formule:
- Turniej rozpoczął się fazą grupową, która toczona była systemem kołowym tzn. każda drużyna rozegrała z każdą drużyną w turnieju spotkanie
- Po rozegraniu fazy grupowej rozpoczęła się faza pucharowa, składająca się z dwóch meczów: półfinał oraz finał. Zwycięzca każdego kolejnego meczu awansował do kolejnej rundy, a zwycięzca finału zdobył Memorial Cup.

## Potencjalni gospodarze
Wnioski o organizację turnieju złożyły drużyny Brandon Wheat Kings, Everett Silvertips oraz Kelowna Rockets. Prezentacje ofert odbyły się 15 października 2008 w Calgary. Decyzją większością głosów przedstawicieli ligi WHL.

## Terminarz

### Faza grupowa
| 14 maja 2010 | Windsor Spitfires | 9:3 | Brandon Wheat Kings | Westman Place, Brandon |

| Szczegóły | Szczegóły | Szczegóły       | Szczegóły                                                        | Szczegóły                                                              |
| --------- | --- | --------------- | ---------------------------------------------------------------- | ---------------------------------------------------------------------- |
|           | K. Ryan 02:01 (EQ) S. Timmins 03:25 (EQ) A. Henrique 04:27 (EQ) T. Hall 04:45 (EQ) T. Hall 18:23 (PP) A. Henrique 21:15 (EQ) S. Timmins 26:47 (EQ) D. Mitchell 34:49 (EQ) Z. Kssian 36:21 (PP) | (5:0, 4:1, 0:2) | 34:57 (EQ) A. Lewadniuk 40:35 (EQ) M. Calvert 53:28 (EQ) J. Fehr | Widzów: 5381 Sędzia główny: Matt Kirk Sędziowie liniowi: Nicolas Dutil |

| 15 maja 2010 | Calgary Hitmen | 5:4 | Moncton Wildcats | Westman Place, Brandon |

| Szczegóły | Szczegóły                                                                                                   | Szczegóły       | Szczegóły                                                                                   | Szczegóły                                                               |
| --------- | --- | --------------- | ------------------------------------------------------------------------------------------- | ----------------------------------------------------------------------- |
|           | T. Fiddler 38:52 (EQ) J. Broda 43:08 (EQ) G. Nyren 54:15 (PP) K. Foucault 56:29 (EQ) T. Shattock 58:42 (EQ) | (0:1, 1:2, 4:1) | 09:53 (EQ) D. MacAusland 27:42 (EQ) D. Savard 34:11 (EQ) A. Saulnier 48:48 (PP) A. Saulnier | Widzów: 5123 Sędzia główny: Darcy Burchell Sędziowie liniowi: Pat Smith |

| 16 maja 2010 | Brandon Wheat Kings | 4:0 | Moncton Wildcats | Westman Place, Brandon |

| Szczegóły | Szczegóły                                                                           | Szczegóły       | Szczegóły | Szczegóły                                                              |
| --------- | ----------------------------------------------------------------------------------- | --------------- | --------- | ---------------------------------------------------------------------- |
|           | T. Rajala 10:14 (EQ) T.Rajala 28:17 (EQ) B. Schenn 32:19 (PP) B. Raedeke 42:24 (EQ) | (1:0, 2:0, 1:0) |           | Widzów: 5215 Sędzia główny: Nicolas Dutil Sędziowie liniowi: Pat Smith |

| 17 maja 2010 | Calgary Hitmen | 2:6 | Windsor Spitfires | Westman Place, Brandon |

| Szczegóły | Szczegóły                                   | Szczegóły       | Szczegóły | Szczegóły                                                               |
| --------- | ------------------------------------------- | --------------- | --- | ----------------------------------------------------------------------- |
|           | J. Bubnick 31:43 (EQ) J. Bubnick 34:56 (EQ) | (0:2, 2:1, 0:3) | 02:38 (EQ) D. Mitchell 03:55 (EQ) T. Hall 28:15 (EQ) J. Shugg 40:12 (EQ) T. Hall 56:56 (EQ) K. Ryan 59:19 (EN) A. Wallace | Widzów: 5201 Sędzia główny: Darcy Burchell Sędziowie liniowi: Matt Kirk |

| 18 maja 2010 | Moncton Wildcats | 3:4 pd. | Windsor Spitfires | Westman Place, Brandon |

| Szczegóły | Szczegóły                                                         | Szczegóły            | Szczegóły                                                                              | Szczegóły                                                          |
| --------- | ----------------------------------------------------------------- | -------------------- | -------------------------------------------------------------------------------------- | ------------------------------------------------------------------ |
|           | R. Cameron 18:36 (PP) S. Brannon 42:32 (EQ) B. Gormley 43:01 (EQ) | (1:1, 0:1, 2:1, 0:1) | 19:52 (PP) C. Fowler 25:09 (EQ) J. Shugg 44:47 (EQ) S. Johnston 72:22 (EQ) E. Wellwood | Widzów: 5160 Sędzia główny: Matt Kirk Sędziowie liniowi: Pat Smith |

| 19 maja 2010 | Brandon Wheat Kings | 1:5 | Calgary Hitmen | Westman Place, Brandon |

| Szczegóły | Szczegóły          | Szczegóły       | Szczegóły | Szczegóły                                                                   |
| --------- | ------------------ | --------------- | --- | --------------------------------------------------------------------------- |
|           | J. Fehr 03:44 (EQ) | (1:5, 0:0, 0:0) | 03:15 (EQ) K. Foucault 06:36 (EQ) K. Foucault 13:47 (EQ) C. Beach 14:54 (EQ) J. Bubnick 16:50 (EQ) T. Shattock | Widzów: 5280 Sędzia główny: Nicolas Dutil Sędziowie liniowi: Darcy Burchell |

Tabela
Lp. = lokata, M = liczba rozegranych spotkań, W = Wygrane, P = Porażki, G+ = Gole strzelone, G- = Gole stracone
| Lp. | Zespół                          | M | W | P | G + | G - | +/- |
| --- | ------------------------------- | - | - | - | --- | --- | --- |
| 1   | Windsor Spitfires (OHL)         | 3 | 3 | 0 | 19  | 8   | +11 |
| 2   | Calgary Hitmen (WHL)            | 3 | 2 | 1 | 12  | 11  | +1  |
| 3   | Brandon Wheat Kings (Gospodarz) | 3 | 1 | 2 | 8   | 14  | -6  |
| 4   | Moncton Wildcats (QMJHL)        | 3 | 0 | 3 | 7   | 13  | -6  |

## Faza pucharowa

### Półfinał
| 21 maja 2010 | Brandon Wheat Kings | 5:4 pd. | Calgary Hitmen | Westman Place, Brandon |

| Szczegóły          | Szczegóły                                                                                              | Szczegóły            | Szczegóły                                                                             | Szczegóły                                                              |
| ------------------ | --- | -------------------- | ------------------------------------------------------------------------------------- | ---------------------------------------------------------------------- |
| Godzina: 19:00 CDT | A. Urbom 21:35 (EQ) M. Calvert 31:58 (EQ) T. Hamonic 39:49 (PP) C. Robak 45:09 (PP) J. Fehr 63:16 (EQ) | (0:2, 3:1, 1:1, 1:0) | 15:34 (EQ) J. Broda 15:43 (EQ) I. Schultz 29:43 (SH) T. Fiddler 54:48 (EQ) M. Fisenko | Widzów: 5235 Sędzia główny: Nicolas Dutil Sędziowie liniowi: Pat Smith |

### Finał
| 23 maja 2010 | Brandon Wheat Kings | 1:9 | Windsor Spitfires | Westman Place, Brandon |

| Szczegóły          | Szczegóły             | Szczegóły       | Szczegóły | Szczegóły                                                               |
| ------------------ | --------------------- | --------------- | --- | ----------------------------------------------------------------------- |
| Godzina: 18:00 CDT | M. Calvert 08:16 (PP) | (0:2, 1:4, 0:3) | 06:34 (EQ) A. Henrique 19:27 (EQ) E. Wellwood 24:34 (PP) T. Hall 28:56 (EQ) G. Nemisz 31:36 (EQ) M. Cantin 36:52 (EQ) C. Fowler 45:42 (EQ) Z. Kassian 49:44 (EQ) A. Henrique 55:40 (EQ) D. Mitchell | Widzów: 5609 Sędzia główny: Matt Kirk Sędziowie liniowi: Darcy Burchell |

## Statystyki
| Zawodnik       | Drużyna             | Mecze | Gole | Asysty | Pkt | Min. |
| -------------- | ------------------- | ----- | ---- | ------ | --- | ---- |
| Taylor Hall    | Windsor Spitfires   | 4     | 5    | 4      | 9   | 2    |
| Adam Henrique  | Windsor Spitfires   | 4     | 4    | 4      | 8   | 4    |
| Jimmy Bubnick  | Calgary Hitmen      | 4     | 3    | 5      | 8   | 0    |
| Tyler Shattock | Calgary Hitmen      | 4     | 2    | 5      | 7   | 0    |
| Justin Shugg   | Windsor Spitfires   | 3     | 2    | 5      | 7   | 2    |
| Toni Rajala    | Brandon Wheat Kings | 5     | 2    | 5      | 7   | 0    |

## Nagrody
Trofea indywidualne
- Stafford Smythe Memorial Trophy (Najbardziej Wartościowy Zawodnik (MVP)) –  Taylor Hall (Windsor Spitfires)
- Ed Chynoweth Trophy (Najskuteczniejszy zawodnik) –  Taylor Hall (Windsor Spitfires)
- George Parsons Trophy (Najuczciwszy zawodnik) –  Toni Rajala (Brandon Wheat Kings)
- Hap Emms Memorial Trophy (Najlepszy bramkarz) –  Martin Jones (Calgary Hitmen)

- Skład gwiazd turnieju:
- Bramkarz:  Martin Jones (Calgary Hitmen)
- Obrońcy:  Travis Hamonic (Brandon Wheat Kings),  Cam Fowler (Windsor Spitfires)
- Napastnicy:  Taylor Hall (Windsor Spitfires),  Jimmy Bubnick (Calgary Hitmen),  Matt Calvert (Brandon Wheat Kings)